# شارلوت (نیوبرانزویک)
شارلوت (به انگلیسی: Charlotte County) یک شهرستان در کانادا است که در نیوبرانزویک واقع شده‌است. شارلوت ۲۶٬۵۴۹ نفر جمعیت دارد. ماهی‌گیری و آبزی‌پروری از مشاغل اصلی در این شهرستان است.